# Taszbunar (stacja kolejowa)
Taszbunar (ukr. Ташбунар) – stacja kolejowa w rejonie izmailskim, w obwodzie odeskim, na Ukrainie. Położona jest na linii z Odessy do Izmaiłu, w oddaleniu od skupisk ludzkich. Najbliższą miejscowością jest Utkonosiwka.